# 入澤拓也
入澤 拓也（いりさわ たくや、1980年1月10日 - ）は、日本の実業家。エコモット株式会社創業者・代表取締役。一般社団法人北海道IT推進協会会長。

## 人物・来歴
北海道生まれ。1998年市立札幌平岸高等学校卒業。映画監督を目指してアメリカ合衆国に留学し、2002年ハイライン・コミュニティ・カレッジ卒業。2010年小樽商科大学大学院商学研究科アントレプレナーシップ専攻（専門職大学院）修了、経営管理修士（専門職）の学位を取得。
2002年クリプトン・フューチャー・メディアに入社し、着信メロディ配信事業に携わる。2007年エコモット設立。同社代表取締役を務め、2018年には東京証券取引所マザーズ上場を果たした。2019年北海道IT推進協会会長。2020年北海道ソフトウェア技術開発機構取締役、シーラクンス取締役。